# Fondation Toms Pauli
La Fondation Toms Pauli est un musée de Suisse situé dans la ville vaudoise de Lausanne et ayant pour mission de conserver, d'étudier et de mettre en valeur les collections d'art textile ancien et moderne, propriétés du canton.

## Histoire
La Fondation Toms Pauli a été créée sur décision du Conseil d'État en 2000 pour conserver et mettre en valeur les tapisseries anciennes (XVIe – XIXe siècle) léguées en 1993 par Reginald et Mary Toms au canton et les œuvres d'art textile (XXe siècle) de l'Association Pierre Pauli.
En 2020, la Fondation a rejoint PLATEFORME 10, nouveau quartier des arts proche de la gare CFF de Lausanne. Son administration, ses collections et sa bibliothèque spécialisées sont réunies au sein du Musée cantonal des beaux-arts de Lausanne. Les oeuvres de la Fondation ne sont visibles que dans le cadre d'expositions temporaires, organisées en Suisse ou à l'étranger.
La fondation est inscrite comme bien culturel suisse d'importance nationale.

## Collections
La collection Toms se compose de tapisseries et de broderies allant du XVIe siècle au XIXe siècle et venant des Flandres, de France, d'Italie et d'Angleterre. Ces pièces ont été réunies par le promoteur anglais Reginald Toms  et son épouse Mary, établis au château de Coinsins. L'ensemble, rare et prestigieuse collection privée européenne, est légué à l'État en 1993. Un catalogue de la collection Toms est édité par la Fondation en 2010.
La seconde collection, composée d'œuvres textiles XXe siècle, est constituée de créations issues de l'Association Pierre Pauli, fondée en l'honneur du conservateur du Musée des arts décoratifs de Lausanne, initiateur aux côtés de Jean Lurçat, des Biennales internationales de la tapisserie organisées entre 1962 et 1995 à Lausanne. En vingt ans, de nombreuses acquisitions sont venues compléter le premier noyau de la donation.